# Liste der Kultusminister von Nordrhein-Westfalen
Liste der Kultus- bzw. Bildungsminister von Nordrhein-Westfalen seit 1946.
| Name                                                              | Amtsantritt                                                      | Kabinett                      | Partei              |
| Minister für Kultus                                               | Minister für Kultus                                              | Minister für Kultus           | Minister für Kultus |
| ----------------------------------------------------------------- | ---------------------------------------------------------------- | ----------------------------- | ------------------- |
| Wilhelm Hamacher                                                  | 29. August 1946                                                  | Amelunxen I                   | Zentrum             |
| Rudolf Amelunxen                                                  | 30. September 1946                                               | Amelunxen I                   | parteilos           |
| Heinrich Konen                                                    | 5. Dezember 1946 17. Juni 1947                                   | Amelunxen II Arnold I         | CDU                 |
| Christine Teusch                                                  | 18. Dezember 1947 15. September 1950                             | Arnold I Arnold II            | CDU                 |
| Werner Schütz                                                     | 27. Juli 1954                                                    | Arnold III                    | CDU                 |
| Paul Luchtenberg                                                  | 28. Februar 1956                                                 | Steinhoff                     | FDP                 |
| Werner Schütz                                                     | 24. Juli 1958                                                    | Meyers I                      | CDU                 |
| Paul Mikat                                                        | 26. Juli 1962 25. Juli 1966                                      | Meyers II Meyers III          | CDU                 |
| Fritz Holthoff                                                    | 8. Dezember 1966 28. Juli 1970                                   | Kühn I Kühn II                | SPD                 |
| Jürgen Girgensohn                                                 | 8. Dezember 1970 17. Januar 1978 20. September 1978 29. Mai 1980 | Kühn II Kühn III Rau I Rau II | SPD                 |
| Hans Schwier                                                      | 25. Oktober 1983 30. Mai 1985 12. Juni 1990                      | Rau II Rau III Rau IV         | SPD                 |
| Minister für Schule und Weiterbildung                             |                                                                  |                               |                     |
| Gabriele Behler                                                   | 17. Juli 1995                                                    | Rau V                         | SPD                 |
| Minister für Schule und Weiterbildung, Wissenschaft und Forschung |                                                                  |                               |                     |
| Gabriele Behler                                                   | 9. Juni 1998                                                     | Clement I                     | SPD                 |
| Minister für Schule, Wissenschaft und Forschung                   |                                                                  |                               |                     |
| Gabriele Behler                                                   | 27. Juni 2000                                                    | Clement II                    | SPD                 |
| Minister für Schule, Jugend und Kinder                            |                                                                  |                               |                     |
| Ute Schäfer                                                       | 12. November 2002                                                | Steinbrück                    | SPD                 |
| Minister für Schule und Weiterbildung                             |                                                                  |                               |                     |
| Barbara Sommer                                                    | 24. Juni 2005                                                    | Rüttgers                      | CDU                 |
| Sylvia Löhrmann                                                   | 15. Juli 2010 21. Juni 2012                                      | Kraft I Kraft II              | Grüne               |
| Minister für Schule und Bildung                                   |                                                                  |                               |                     |
| Yvonne Gebauer                                                    | 30. Juni 2017 28. Oktober 2021                                   | Laschet Wüst I                | FDP                 |
| Dorothee Feller                                                   | 29. Juni 2022                                                    | Wüst II                       | CDU                 |